# Bernhard Hanssler

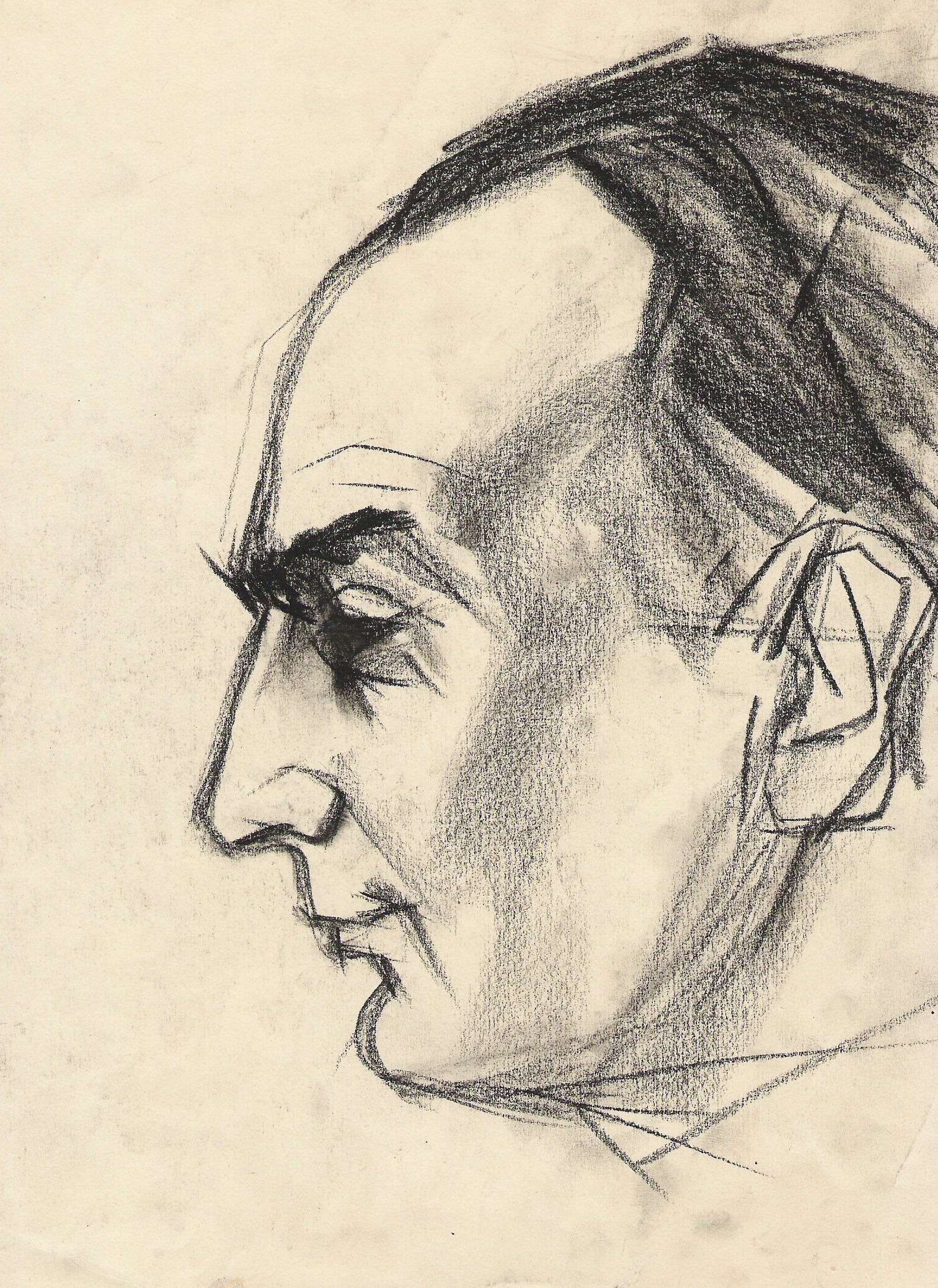
Porträt Hansslers in Schwäbisch Hall

Bernhard Hanssler (* 23. März 1907 in Tafern bei Wilhelmsdorf (Württemberg); † 11. August 2005 in Stuttgart) war der Begründer des Cusanuswerks und Akademikerseelsorger der Diözese Rottenburg-Stuttgart. 

## Leben
Bernhard Hanssler wurde 1907 auf einem Bauernhof im oberschwäbischen Tafern, Gemeinde Pfrungen, geboren. Nach seinem Abitur am Kolleg St. Josef in Ehingen studierte er Philosophie und Theologie in Tübingen. Er empfing am 19. März 1932 in Rottenburg die Priesterweihe. Es folgte die erste Stelle als Vikar in der Kirchengemeinde St. Michael zu den Wengen in Ulm.
1934 wurde er Jugendpfarrer und mit 29 Jahren ab 1936 katholischer Studentenpfarrer in der Universitätsstadt Tübingen. In seine Tübinger Zeit fällt auch das Redeverbot, seit 1942 auch Schreibverbot, das ihm die Gestapo wegen seiner regimekritischer Äußerung auferlegte. Trotzdem wirkte Hanssler im „Untergrund“ weiter und gründete die „Hügelei“, um den Dialog der katholischen Soziallehre aufrechtzuerhalten. In einem vierzehntäglichen Rhythmus fand ein Kreis bei Hanssler zu Hause in der Hügelei statt. Dazu zählte neben Hanssler der Tübinger Professor Paul Ohlmeyer als wissenschaftlicher Initiator dieses Kreises. Dazu gehörten auch die Professoren Otto Michel (Neutestamentlicher Exeget), Joseph Vogt (Althistoriker) und Carlo Schmid (Völkerrechtler), aber auch die Sozialdemokraten Fritz Erler und Oskar Kalbfell, der spätere Oberbürgermeister in Reutlingen, und der spätere Ministerialrat Rupp. In diesem Kreis waren aber auch der Literat Reinhold Schneider zugegen, der eines Tages in der Begleitung von Anna-Maria Baumgarten erschien und aus seinen Gedichten las. Viele dieser Menschen, die sich in der Hügelei begegneten, bildeten in der Nachkriegszeit einen festen Stamm im Wiederaufbau des politischen und kulturellen Lebens in Deutschland.
Nach dem Kriegsende 1945 wirkte Hanssler bis 1951 als Stadtpfarrer in Schwäbisch Hall und von 1952 bis 1955 als Stadtpfarrer in der baden-württembergischen Landeshauptstadt Stuttgart. Hanssler setzte sich in den Nachkriegsjahren insbesondere für die Gründung von katholischen Sozialinstituten als Wirkformen der Kirche beim Wiederaufbau des Gemeinwesens ein.
Bernhard Hanssler war Mitbegründer des Cusanuswerks, der Studienförderung der Deutschen Bischöfe, dem er als erster Geschäftsführer ab 1956 vorstand. Von 1957 bis 1970, in den wichtigen Jahren vor und nach dem Zweiten Vatikanischen Konzil, war Hanssler geistlicher Direktor des Zentralkomitees der deutschen Katholiken in Bad Godesberg und später dessen Bischöflicher Assistent. Er folgte 1970 einer neuen Aufgabe in Rom und wurde Rektor des deutschen Priesterkollegs Collegio Teutonico di Santa Maria in Campo Santo. 1974 musste er aufgrund eines Skandals um illegal exportierte und verkaufte Kunstwerke sein Amt aufgeben.
1981 kehrte er mit 74 Jahren in die Diözese Rottenburg-Stuttgart zurück und war noch bis zu seinem 84. Lebensjahr als Akademikerseelsorger in Stuttgart tätig.
Hanssler war auch Initiator und Spiritus Rector der „Katholischen Ärztearbeit Deutschlands“ und Mitglied des Deutschen Bildungsrates. Neben vielen Auszeichnungen, wurde ihm 1961 der Titel „Päpstlicher Ehrenprälat“ verliehen. Vom Land Baden-Württemberg erhielt er 1995 für seine außerordentlichen Verdienste in der Bildung eine Ehrenprofessur.
1971 wurde er von Kardinal-Großmeister Eugène Kardinal Tisserant zum Ritter des Ritterordens vom Heiligen Grab zu Jerusalem ernannt und am 13. Mai 1972 durch Lorenz Kardinal Jaeger, Großprior der deutschen Statthalterei, investiert. Er engagierte sich für zahlreiche Sozialprojekte im Heiligen Land.
Hanssler verfasste zahlreiche Veröffentlichungen zu Zukunftsfragen des Verhältnisses zwischen Kirche, Gesellschaft und moderner Kultur. Damit hat er maßgeblich den theologischen Dialog 20. Jahrhunderts beeinflusst. Ideenreich, zukunftsweisend, scharfsinnig, hellwach, standfest, auch eigenwillig und bisweilen schroff charakterisierten ihn seine Zeitgenossen. Prälat Hanssler wurde sogar in den Ansichten eines Clowns von Heinrich Böll beschrieben – im Roman heißt er Sommerwild.

## Veröffentlichungen
- Die Kirche in der Gesellschaft. Der deutsche Katholizismus und seine Organisationen im 19. und 20. Jahrhundert. Verlag Bonifacius-Druckerei, Paderborn 1961
- Glauben aus der Kraft des Geistes. Unkonventionelle Wege der Wiederbegegnung mit Augustinus, Benedikt von Nursia, Franziskus von Assisi, Dante, Nikolaus von Kues, Thomas Morus, Blaise Pascal, Johann Adam Möhler, Theodor Haecker. Herder, Freiburg 1981, ISBN 3-451-07912-7